# Leptobrachella jinshaensis
Leptobrachella jinshaensis — вид жаб родини азійських часничниць (Megophryidae). Описаний у 2021 році.

## Поширення
Ендемік Китаю. Поширений на північному заході провінції Ґуйчжоу на півдні країни.

## Назва
Видова назва вказує на типове місцезнаходження — повіт Цзіньша у міському окрузі Біцзе.

## Опис
Жаба середнього розміру, 29,7–31,2 мм завдовжки; шкіра спини шагренева, деякі гранули утворюють поздовжні короткі шкірні виступи; барабанна перетинка чітко помітна, злегка увігнута; чітко видно надпахвові, стегнові, грудні та вентролатеральні залози; відсутні перетинки і бічні бахроми на пальцях; пальці з вузькими бічними бахромами, але без перетинки.